# Décès en 986
Décès
- 982
- 983
- 984
- 985
- 986
- 987
- 988
- 989
- 990

Cette page dresse une liste de personnalités mortes au cours de l'année 986 :
- 2 mars : Lothaire, roi des Francs.
- 22 mai : Beuvon de Voghera, chevalier provençal.
- 25 mai : Al-Soufi, ou Abd al-Rahman al-Soufi, astronome et horloger persan.

- Cadwallon ab Ieuaf, roi de Gwynedd.
- Pons II de Mevouillon, précariste de l’église d’Arles à Nyons.
- Yang Ye, général et stratège de la dynastie des Han postérieurs et de la dynastie des Song du nord.

date incertaine (en 985/986)
- Hugues de Blois, archevêque de Bourges.

## Crédit d'auteurs
- Cet article est partiellement ou en totalité issu de l'article intitulé « 986 » (voir la liste des auteurs).